# Hydrobiosis harpidiosa
Hydrobiosis harpidiosa là một loài Trichoptera trong họ Hydrobiosidae. Chúng phân bố ở miền Australasia.